# Pauline Pfeif
Pauline Alexandra Pfeif, född 7 maj 2002, är en tysk simhoppare.

## Karriär
Vid junior-EM 2018 i Helsingfors tog Pfeif brons i åldersgrupp A i 10-metersplattformen. Vid junior-EM 2021 i Rijeka tog hon återigen brons i åldersgrupp A i 10-metersplattformen. Vid junior-VM 2021 i Kiev tog Pfeif silver i åldersgrupp A i 10-metersplattformen.
Vid VM 2022 i Budapest slutade Pfeif på 16:e plats i 10-metersplattformen.  Vid EM 2022 i Rom slutade hon på fjärde plats i 10-metersplattformen. Vid VM 2023 i Fukuoka slutade Pfeif på 10:e plats i mixat parhopp från 10-metersplattformen tillsammans med Alexander Lube. Vid VM 2024 i Doha slutade hon på 10:e plats i 10-metersplattformen. Vid olympiska sommarspelen 2024 i Paris slutade Pfeif på 21:a plats i 10-metersplattformen.
Vid simhopps-EM 2025 i Antalya tog Pfeif silver i både 10-metersplattformen och den mixade lagtävlingen samt brons i både parhopp från 10-metersplattformen tillsammans med Carolina Coordes och mixat parhopp från 10-metersplattformen tillsammans med Luis Ávila Sánchez. Vid VM 2025 i Singapore tog hon silver i 10-metersplattformen.